# فلاديسلاف زوك
فلاديسلاف زوك (الروسية: Жук, Владислав Сергеевич) (11 يونيو 1994 في روسيا البيضاء - ) هو لاعب كرة قدم بيلاروسي في مركز الوسط. لعب مع باتي بوريسوف ونادي سلافيا-موزير ونادي سلوتسك وFC Energetik-BGU Minsk ‏ وFC Smolevichi ‏.

## وصلات خارجية
- فلاديسلاف زوك على موقع قاعدة بيانات كرة القدم.إي يو (الإنجليزية)
- فلاديسلاف زوك على موقع Soccerway.com (الإنجليزية)